# Сплинтер, Арно
Арно Сплинтер (нидерл. Arno Splinter; родился 29 августа 1977 года, Амстердам) — нидерландский футболист, завершивший игровую карьеру, впоследствии футбольный тренер.

## Клубная карьера
Арно было четыре года, когда он начал играть в футбол в местном клубе «Алмере». Позже Сплинтер попал в академию амстердамского «Аякса». Дебют Сплинтера за основную команду «Аякса» состоялся 13 ноября 1996 года в матче чемпионата Нидерландов сезона 1996/97 против клуба «Фортуна». В том матче Арно вышел на замену на 75-й минуте вместо Марио Мельхиота, к этому времени его команда проигрывала в домашнем матче со счётом 1:2, но в итоге «Аякс» смог уйти от поражения благодаря забитому мячу Марсио Сантоса на 88-й минуте. В начале февраля 1997 года Арно продлил свой контракт с «Аяксом» на пять лет.
В «Аякс» Арно так и не стал игроком основного состава, за три сезона Сплинтер сыграл всего 9 матчей. В июне 1999 года Сплинтер перешёл в клуб «Де Графсхап». Дебют Арно состоялся 26 сентября 1999 года в матче против НЕКа, который завершился вничью 2:2, Сплинтер в том матче отметился голевой передачей на 44-й минуте. В своём дебютном сезоне за «Де Графсхап» Арно сыграл 9 матчей в чемпионате сезона 1999/00, в котором его клуб занял 14-е место. В сезоне 2000/01 Сплинтер больше получал игрового времени, отыграв в чемпионате 21 матч.
Однако в следующем сезоне, проведя 8 матчей за «Де Графсхап», Арно в январе 2003 года был отдан в аренду клубу «Харлем», выступающий в Первом дивизионе Нидерландов. Дебют за «Харлем» у Арно выдался неудачным, в гостевом матче против клуба «Камбюр», который состоялся 8 февраля 2003 года, новая команда Сплинтера уступила со счётом 4:0, сам Арно в матче появился на замену на 75-й минуте. Свой первый гол за «Харлем», Арно забил 10 марта 2003 года в домашнем матче против «Хераклеса», Сплинтер забил на 24-й минуте, а его команда в итоге победила со счётом 3:2. Всего в первом дивизионе сезона 2002/03, Арно сыграл 17 матчей и забил 2 мяча, после окончания аренды, контракт Сплинтера с «Де Графсхап» истёк и Арно в июне 2003 года стал свободным игроком. В июне 2003 года Сплинтер находился на просмотре в российском «Торпедо-Металлурге», но в итоге не подошёл тренерскому штабу.
С 2003 по 2008 год Арно выступал за любительский клуб «Беннеком», который выступал в одном из низших дивизионов Нидерландов. В 2008 году Сплинтер подписал контракт с клубом АГОВВ Апелдорн, который выступал в Первом дивизионе Нидерландов. До этого в феврале 2008 года Сплинтер тренировался в АГОВВ Апелдорне и даже принимал участие в товарищеских матчах, хотя на тот момент всё ещё принадлежал «Беннекому», с которым у него был контракт. Главным тренером «АГОВВ Апелдорна» на тот момент был Джон ван ден Бром, будучи игроком Джон вместе с Арно выступал в «Де Графсхапе». Дебютировал Арно за клуб 3 октября 2008 года в матче против «Валвейка», который завершился гостевым поражением «АГОВВ Апелдорна» со счётом 3:1. В январе 2009 года появилась информация что Сплинтер станет ассистентом главного тренер в клубе «СВ Хёйзен». За сезон Арно сыграл за клуб 22 матча, а в июле 2009 года, Сплинтер покинул команду, так как у него закончился срок контракта.

## Достижения
- Обладатель Кубка Нидерландов: 1999

## Личная жизнь
Арно проживает в городе Алмере вместе с супругой Шэрон и двумя сыновьями (Кейн и Рафи).